# Administration électronique en France
L'administration électronique en France (aussi désignée par e-administration ou e-gouvernement) est l'utilisation des technologies de l'information et de la communication (TIC) par les administrations publiques françaises dans le but de rendre les services publics plus accessibles à leurs usagers et d'en améliorer le fonctionnement interne.

## Définition et terminologie
Les mots e-administration ou e-gouvernement sont formés à partir du préfixe e- qui signifie electronic en anglais, comme dans e-mail.
Il est à noter que la Commission générale de terminologie et de néologie déconseille l'emploi du préfixe e- sous toutes ses graphies (e-, é-, i-) pour désigner les activités fondées sur les réseaux informatiques et de télécommunication, lui préférant le préfixe télé- ou la formule « en ligne ».

## Historique
- Circulaire de septembre 1996[3] concernant les systèmes d’information et de télécommunication ministériels. Ces systèmes d'information doivent avoir pour objectif « l’amélioration de la qualité et de l’efficacité du service public ainsi que la simplification des relations avec les usagers »[4].
- Programme PAGSI : « Programme d’action gouvernemental pour la société de l’information » (août 1997), annoncé par Lionel Jospin, visant une généralisation des sites Internet publics et la mise en ligne des formulaires administratifs (Espace public numérique)[4] ;
- Rapport Carcenac : « Pour une administration électronique citoyenne - Méthodes et moyens » '(avril 2001) ; commandé par le 1er Ministre à Thierry Carcenac, visant dans le cadre du plan d’action européen d'e-gouvernement - et via 57 propositions - à adapter le fonctionnement administratif aux téléprocédures, l'interopérabilité entre systèmes d'information publics, le recours aux logiciels libres, la sécurisation des échanges via le programme AdER (Administration en Réseau) ;
- Étude évaluative : « Le développement des sites Internet des services de l'État : évaluation 2001 » (Délégation interministérielle à la Réforme de l'État, décembre 2001) ; commandée par la Délégation interministérielle à la réforme de l'État à la suite d'un rapport remis en 2000, visant à évaluer l'internet public français (site Service-public.fr et un échantillon de sites ministériels, préfectoraux et de services déconcentrés de l'État, agences + 8 sites concernant la sécurité sanitaire et alimentaire) et à faire des recommandations ;
- Livre Blanc : « Administration électronique et protection des données personnelles » (Ministère de la fonction publique, février 2002) ; par Pierre Truche, Jean-Paul Faugère, Patrice Flichy, visant à faire un point technique et juridique (dont concernant la CNIL et l'application de la loi 1978), les possibilités de garanties de protection des données personnelles ;
- Programme RE/SO2007: « Pour une REpublique numérique dans la SOciété de l'information » (novembre 2002) ; programme gouvernemental, visant à améliorer la demande de service pour une généralisation à l’horizon 2007, avec exemplarité de l'État. Le rapport recommande une Agence pour les technologies de l’information et de la communication (ATICA), qui donnera l’ADAE ;
- Rapport De La Coste : « L’Hyper-République : bâtir l’administration en réseau autour du citoyen » (Rapport du secrétariat d’État à la Réforme de l’État, par Pierre de La Coste et Vincent Benard, janvier 2003) ; visant un nouvel état des lieux et une redéfinition des objectifs pour cinq ans (avec 18 proposition pour faciliter, organiser, fiabiliser sécuriser et promouvoir l'E-démocratie, avec notamment l'agence de l'Administration électronique) ;
- Création de l’ADAE (agence pour le développement de l’administration électronique) (21 février 2003 - 31 décembre 2005), qui sera ensuite fondue dans la DGME - Direction Générale de la Modernisation de l'État.
- Rapport d’information : « L’administration électronique au service du citoyen » (par la commission des Finances, du contrôle budgétaire et des comptes économiques de la Nation, juillet 2004), rappelle l’historique des actions des gouvernements, et détaille le Programme Adele (cf. ci-dessous) ;
- Plan Adèle (pour « Administration Électronique ») (2004-2007), de dématérialisation des procédures publiques, avec 47 propositions (réalisées à 92 % en 2009) dont N°d’appel unique (3939), portail de changement d’adresse, Relais Services Publics, dématérialisation des procédures d’achat public… Ce plan a pris fin en 2007.
- Plan : « France Numérique 2012 – Plan de développement de l’économie numérique » Oct. 2008, coordonné par le secrétariat d'État à la prospective, à l'évaluation des politiques. Ce plan vise - via 154 propositions - à augmenter l'accessibilité des sites (dont pour le tuteur légal, la pré-plainte en ligne, la Justice et le droit de pétition…) et la « confiance numérique » (données personnelles sécurisées et conservées durant un temps limité) en accord avec une convention internationale de la protection des données personnelles (en préparation et encouragée par l'ONU et l'UE), développer l’administration électronique (accusés de réception électronique, interopérabilité entre administrations, accessibilité, paiements en ligne, archivage numérique sécurisé), déployer la carte nationale d’identité électronique avec une signature électronique, un service de dossier médical personnalisé avant 2012, créer une charte ergonomique pour tous les sites publics, auditer la qualité des services, développer « l’université numérique » pour former à l’économie numérique (vote électronique pour les élections étudiants, une adresse mail étudiante à vie, 100 % des supports de cours numérisés, enseignement universitaire à distance etc).

## État des lieux et indicateurs
Selon le World Economic Forum, la France étaient en 2008 au 47e rang mondial sur 134 pays en termes de priorité accordée aux TIC par le gouvernement, et au 9e rang européen.
L'index Connectivity Scorecard est un indice qualitatif et quantitatif de l'infrastructure et des usages des TIC ; il classait en 2009 la France en « retard » avec une note de 5,22/10, la positionnant au 9e rang de l'UE-17 et au 15e rang des pays de l'OCDE. Ce retard concerne tant l'utilisation professionnelle de l'internet que son usage par les particuliers.
Un autre indice, du « Global Information Technology Report », annuel et créé en 2001, classait en 2009 la France en 19e position en termes d'impact des TIC sur le développement et la compétitivité, contre 21e position en 2008 et 23e en 2007 (parmi 134 pays évaluées).
Enfin, selon une étude de BSA (fabricants de logiciels), la France était en 2009 17e pays sur 66 en termes de compétitivité, derrière — en Europe — la Finlande (2e rang mondial), la Suède (3e), les Pays-Bas (5e), le Royaume-Uni (6e) et le Danemark (8e).
Plus spécifiquement, en 2008, 84 % des communes françaises avaient un site internet (99 % des villes de plus de 10 000 habitants, et 6 % des communes rurales) et en 2009, 40 % de Français et 56 % des internautes avaient effectué une démarche administrative ou fiscale en ligne.
La situation s'est améliorée depuis. En 2014, l'enquête des Nations unies sur le développement l'e-administration dans le monde classe la France au 4e rang, derrière la Corée du Sud, l'Australie et Singapour.

## Les acteurs en France

### Usagers
Peu représentés ou organisés sur ces enjeux, les différents usagers de l'administration, citoyens, entreprises ou associations, sont néanmoins des acteurs importants: par leur demandes, leurs choix, leurs niveaux d'équipement, de culture informatique et leurs adoptions de technologies et de services, ils influencent directement les services mis en œuvre.
Ils sont à ce titre souvent sondés. Une étude de 2008 a conclu que les usagers français avaient parmi leurs premiers souhaits une diminution des queues et des délais de démarches administratives.

### État
Selon un rapport commandé par le gouvernement et rendu en février 2010, il y avait en France en 2009 plus de 10 000 sites Internet publics (dont 700 appartenant à des administrations de l’État ou associées, visités par 18 millions de personnes, les autres étant surtout ceux des collectivités territoriales).
Ce sont en grande majorité des sites institutionnels, présentant une information liée à la compétence de l'institution voire quelques services se rapportant à la même thématique. Le nombre des sites publics a entrainé la création en 2005 d'un Observatoire des sites Internet publics, mais celui-ci n'a pas fonctionné et a été supprimé en 2008.
Peu de services publics permettent le paiement en ligne (essentiellement les amendes des infractions constatées par les radar automatiques et le paiement des impôts), notamment en raison de l'obligation de refonte de la chaine de traitement comptable des paiements.
On peut reconnaitre des sites d'État grâce aux logotypes comportant Marianne et pour plus de 400 d'entre eux grâce à leur url en .gouv.fr. De plus, tout site d'État proposant des transactions sera également identifié par certificat électronique.
Dans cette masse, on peut toutefois distinguer deux sites officiels transversaux et pleinement orientés vers les services aux citoyens, qui coexistent début 2010.

#### Service-public.fr
Portail créé en 2000 par la Documentation française devenu en janvier 2010 la Direction de l'information légale et administrative (DILA), renouvelé en novembre 2009, il a reçu en 2009 40 millions de visites.
Ce portail offre un guide des droits et démarches citant ses sources et ses dates de mise à jour, un accès par événements de vie (je déménage, j'attends un enfant…), un annuaire de l’administration qui recensait en 2009 près de 70 000 organismes publics dont un annuaire des 36 000 mairies. Il propose environ 600 formulaires CERFA téléchargeables, ainsi qu'une soixantaine de téléprocédures (démarches administratives en ligne) pour les particuliers et environ 150 pour les professionnels.
Il est décliné depuis 2003 pour le téléphone avec le service d'information administratives téléphonique « Allô service public 3939 » qui a reçu 1 400 000 appels en 2008.

#### mon.service-public.fr
mon.service-public.fr est un service de gestion de l'identité citoyenne mis en œuvre par la Direction générale de la modernisation de l'État, offrant un accès personnalisé au guide des droits et démarches, un coffre-fort de documents pour le citoyen et des démarches en ligne (inscription sur les listes électorales et recensement civil). D'autre part, ce service permet de remplir automatiquement le formulaire de changement d'adresse, (utilisé en 2009 par 2/3 des personnes qui ont déménagé): Prestataires BULL et ALPHINAT.inc.
mon.service-public.fr permet au citoyen de créer un compte personnel, qu'il peut utiliser directement pour les démarches en ligne ou fédérer avec d'autres comptes existants, sur des services comme ceux de la CAF, CNAM, Pôle emploi, etc.). En 2010, on peut accéder à ces comptes grâce à un identifiant/mot de passe, éventuellement doublé d'un envoi de SMS. Une authentification forte pour le citoyen n'est pas encore possible, en l'absence de support cryptographique déployé sur l'ensemble de la population. Une carte nationale d'identité électronique pourrait la permettre dans les années à venir.
Selon ce même rapport, la dualité entre ces deux sites service-public.fr et mon.service-public.fr (MSP) « paraît inopportune » et « une meilleure articulation de ces 2 services est nécessaire. Par ailleurs, l’ergonomie de MSP paraît inadaptée à la mise en valeur des services offerts ».

Portail fiscal français
impots.gouv.fr
Le système français de déclaration électronique des revenus permet aux particuliers d'utiliser un logiciel en ligne fiable et sécurisé pour déclarer leurs impôts par voie électronique, à l'aide d'un logiciel agréé par l'administration fiscale. La France a introduit un moyen plus pratique pour ses citoyens et ses entreprises de soumettre leurs recettes fiscales en ligne. Les citoyens n'ont à fournir qu'une seule fois les données personnelles requises pour le processus de déclaration, car comme les données sont stockées dans ce système, les citoyens peuvent réutiliser les données déjà soumises s'il n'y a pas de modifications à apporter. Ce système est très avantageux car il permet aux citoyens d'économiser beaucoup de travail et de temps lors de la soumission de leur déclaration d'impôt annuelle, le traitement des déclarations électroniques étant beaucoup plus rapide que celui des déclarations sur papier. Les informations relatives à la situation familiale, à l'état civil ou au revenu annuel imposable sont stockées dans le système et peuvent être consultées à tout moment. Si aucune modification ne doit être apportée les années suivantes, les citoyens peuvent remplir leur déclaration d'impôts en trois clics seulement.
Pour payer leurs impôts en ligne, les citoyens doivent disposer d'un compte bancaire domicilié en France ou dans l'un des 36 pays qui composent la zone SEPA. Ils ont la possibilité de payer leurs impôts en ligne sur www.impots.gouv.fr. Les citoyens peuvent le faire depuis leur espace personnel, avec leur numéro fiscal et leur numéro d'avis en cliquant sur le bouton vert "Payer en ligne" accessible via la page de connexion à l'espace personnel, ou également payer avec l'application via smartphone.
Le paiement en ligne n'est pas un paiement par carte bancaire mais une formule très souple de prélèvement automatique et chaque citoyen bénéficie d'un délai supplémentaire de 5 jours après la date limite de paiement pour payer directement en ligne. Le montant sera débité de leur compte bancaire au moins 10 jours après la date limite de paiement indiquée sur l'avis.
Les citoyens sont informés de la date du débit lorsqu'ils enregistrent leur ordre de paiement. Si un changement est nécessaire, le montant à payer ainsi que les coordonnées bancaires peuvent être adaptés facilement.

### Collectivités territoriales
Les collectivités territoriales mettent également en œuvre la dématérialisation des procédures, à destination des citoyens comme dans leurs échanges avec l'État (transmission d'actes juridiques au contrôle de légalité, de pièces comptables au comptable public), ou encore avec les entreprises (salles de marchés publics dématérialisées).
Plus de 1 000 collectivités diffusent sur leur site web le contenu de service-public.fr grâce à différents dispositifs de « comarquage ». Beaucoup de collectivités ont également mis en place des points d'accès public à Internet ou espace public numérique, pour étendre l'utilisation de ces services et limiter les effets de la fracture numérique.
Face au coût de la transformation numérique, des structures aux statuts divers ont émergé (syndicat mixte, GIP, association, agence) pour mutualiser les coûts et accélérer le développement de l'administration électronique en proposant des services et équipements numériques. Parmi ces structures, certaines appartiennent au réseau "Déclic", association réunissant une grande partie de ces acteurs sur le territoire national.

### Sphère sociale
Les sites et services de la sphère sociale sont les plus consultés, avec par ordre d'importance celui de Pôle emploi, Pajemploi (portail de l'Urssaf, 8 millions de consultation/mois en 2009), Ameli (Assurance Maladie) et de la Caisse d'allocations familiales.
D'autre part, grâce à la Carte vitale, environ 1 milliard de feuilles de soin sont télétransmises par an.
Les délais de réponse varient fortement selon les sites. En 2009, la CAF et Pôle Emploi s’engageaient à apporter une réponse à tout courriel d'internaute sous 48 h et quelques sites proposent des FAQ pour aider l'usager et limiter les courriels inutiles.
Une historisation des échanges est accessible pour l’usager sur certains sites (CAF, Urssaf, ameli).
Le Centre inter-régional de traitement de l'information de Lyon (CIRTIL) héberge des services de l'administration électronique et des serveurs de l'URSSAF, il est protégé par des lecteurs biométriques d'empreintes digitales depuis 2007.

### Associations ou agences
- AFNeT : Association francophone du Net e-Administration et e-Business
- ADeP : Association pour le Développement des e-Procédures dans les collectivités locales
- ARDESI : Agence Régionale pour le Développement de la Société de l'Information (Midi-Pyrénées)
- ARTESI: Agence Régionale des Technologies de l'Information Ile-de-France

## Projet Etalab
En 2011, le gouvernement français souhaite accélérer la mise en œuvre de l'administration électronique par le développement de solutions de données ouvertes (open data).
Le projet interministériel Etalab, devrait permettre une meilleure gestion durable des services publics, et reconfigurer les marchés pour les entreprises privées.